# Xanthomorda
Xanthomorda is een geslacht van kevers uit de familie spartelkevers (Mordellidae).
Het geslacht is voor het eerst wetenschappelijk beschreven in 1968 door Ermisch.

## Soorten
Het geslacht omvat de volgende soorten:
- Xanthomorda aequalis Batten, 1990
- Xanthomorda cooteri Batten, 1990
- Xanthomorda elegantissima Batten, 1990
- Xanthomorda garambaensis Ermisch, 1969
- Xanthomorda guineensis Ermisch, 1969
- Xanthomorda paarlbergi Batten, 1990
- Xanthomorda papuanica Batten, 1990
- Xanthomorda plazae Batten, 1990